# Solofra
Solofra község (comune) Olaszország Campania régiójában, Avellino megyében.

## Fekvése
A megye délnyugati részén fekszik. Határai: Aiello del Sabato, Calvanico, Contrada, Montoro Superiore és Serino.

## Története
Valószínűleg a longobárd időkben alapították (7-8. század), de a hagyományok szerint az elpusztított ókori város, Sabatia utódja. A következő századokban nemesi birtok volt. A 19. században nyerte el önállóságát, amikor a Nápolyi Királyságban felszámolták a feudalizmust.

## Népessége
A népesség számának alakulása:

## Főbb látnivalói
- San Michele Arcangelo-templom